# Mstětín
Mstětín (německy Mistietin) je malá vesnice, část města Červený Kostelec v okrese Náchod. Nachází se na levém břehu Úpy,  asi 2,5 km na jihozápad od Červeného Kostelce. V roce 2009 zde bylo evidováno 27 adres. V roce 2001 zde trvale žilo 43 obyvatel.
Mstětín leží v katastrálním území Stolín o výměře 2,95 km2.